# Кременчуцька кондитерська фабрика
ПАТ Кременчу́цька конди́терська фа́брика — кондитерська фабрика в Кременчуці, що з 2000 року входить до складу корпорації «Рошен».

## Історія
Фабрика була заснована в 1898 році підприємцем П. Н. Поддєрєгіним, а в 1925 році на її базі було створено державне підприємство з обсягом виробництва до 140 тонн продукції на рік. До 1990 року продуктивність фабрики зростає до 24 тис. тонн кондитерських виробів на рік.
У 2000 році фабрика увійшла до корпорації «Рошен». У тому ж році було встановлено німецьку високопродуктивну карамельну лінію, що не має аналогів в Україні.
2002 року було збудовано новий 4-х поверхневий виробничий корпус, в якому було введено в дію три поточно-автоматизовані лінії з виробництва карамелі та льодяників з різноманітними начинками.

## Сучасність

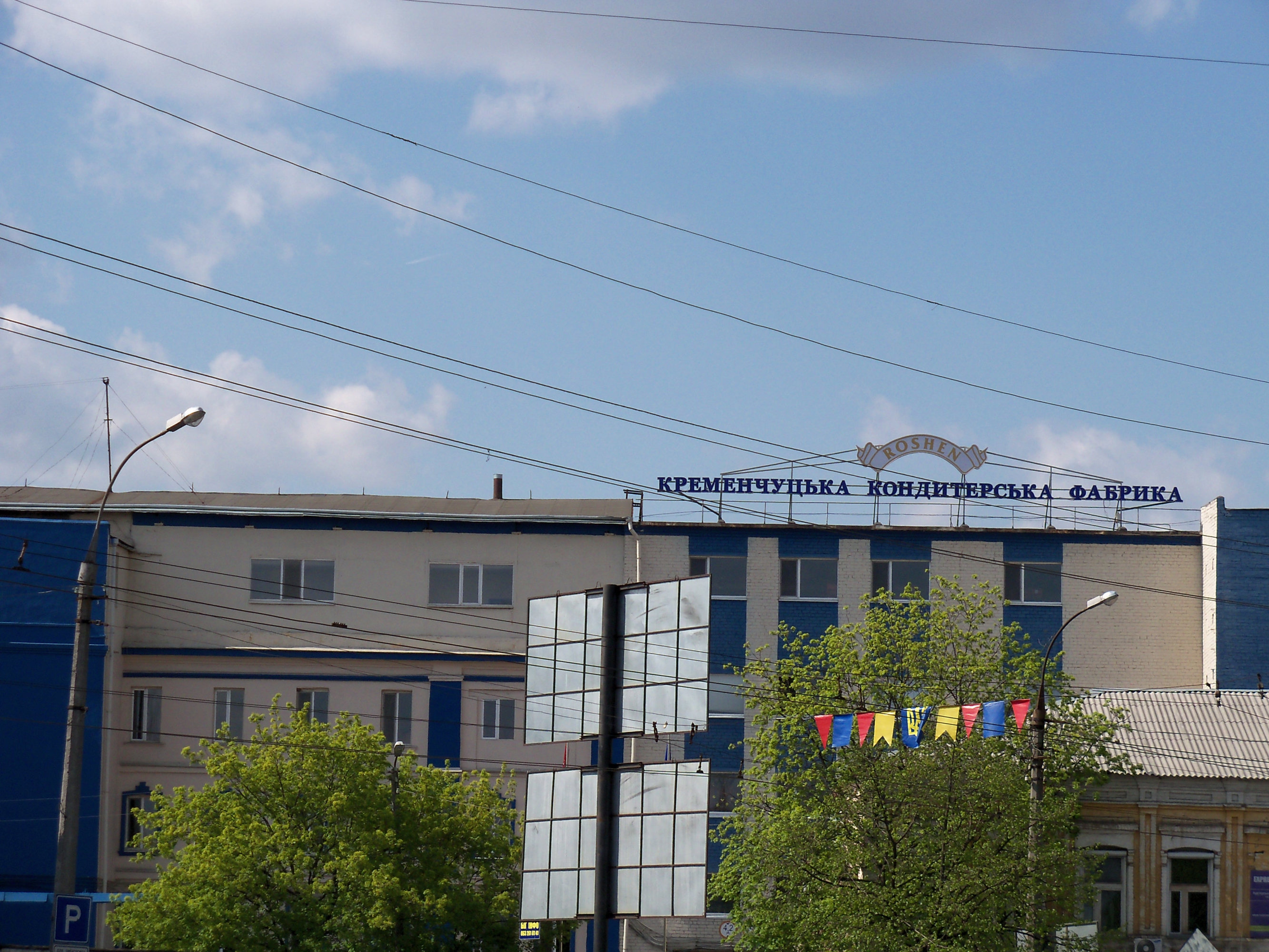
Головна будівля фабрики

Сьогодні асортимент підприємства нараховує понад 70 найменувань кондитерських виробів, серед яких цукерки, карамель, шоколадно-горіхові батончики.
На підприємстві розроблена й упроваджена система якості. У 2005 році ЗАТ «ККФ» було сертифіковане в міжнародній системі менеджменту якості ISO 2001:2000. У березні 2007 року Кременчуцька кондитерська фабрика була нагороджена сертифікатом відповідності вимогам міжнародного стандарту ISO 22000:2005, а в кінці року фабрика сертифікована відповідно до вимог міжнародного стандарту IFS.
Вироби кондитерської фабрики неодноразово відзначалися престижними нагородами на різних виставках і конкурсах.

## Продукція
З лютого 2001 року розпочала випуск оригінальної льодяникової карамелі серії «Рошен», «Шипучка», «Норд», «Віт». У квітні 2003 року на фабриці розпочато виробництво двох нових видів карамелі — вершкової відливної карамелі «Капрі» і вершково-фруктової відливної карамелі «Малібу». У 2004 році асортимент поповнився новим видом карамелі — «Еклер» (із шоколадною начинкою), а в 2005 році — карамеллю «Молочна капля» (з молочною начинкою). У 2007 році створено новий «Еклер» — із молочною начинкою.
У 2006 році випущено нові види продукції: карамель «Цитрусовий мікс» і «Фітоактив». Льодяникова карамель «Цитрусовий мікс» має три різні смаки та оригінальну форму у вигляді цитрусової скибочки. Льодяникова карамель «Фітоактив» випускається із чотирма різними смаками, та їй притаманні оздоровчі властивості, так як до її складу входять натуральні екстракти рослин алое деревоподібного, ехінацеї пурпурної, женьшені, імбиру.